# Ielîhovîci, Zolociv
Ielîhovîci (în ucraineană Єлиховичі) este localitatea de reședință a comunei Ielîhovîci din raionul Zolociv, regiunea Liov, Ucraina.

## Demografie
Componența lingvistică a localității Ielîhovîci
     Ucraineană (99,63%)
     Alte limbi (0,37%)
Conform recensământului din 2001, majoritatea populației localității Ielîhovîci era vorbitoare de ucraineană (99,63%), existând în minoritate și vorbitori de alte limbi.